# سیونودون
سیونودون (نام علمی: Cionodon) نام یک سرده از تیره هادروسارید است.